# Invasão de Granada
A Invasão de Granada (codinome: Operação Fúria Urgente) foi uma operação militar iniciada nas primeiras horas do dia 25 de outubro de 1983, quando forças dos Estados Unidos e um pequeno contingente de países caribenhos invadiram a nação insular de Granada, a 100 milhas (160 km) ao norte de Venezuela, com o objetivo de derrubar o governo liderado por Bernard Coard, que, em 14 de outubro de 1983, havia deposto e  fuzilado o então primeiro-ministro Maurice Bishop e outros membros do seu gabinete.
As forças invasoras consistiam no 1º e 2º batalhões do 75º Regimento de Rangers, 82º Regimento Aéreo e mais a força de destacamento rápido do Exército dos Estados Unidos, além de Fuzileiros Navais, Delta Force, SEALs e forças auxiliares, totalizando 7600 soldados, juntamente com tropas jamaicanas do Sistema de Segurança Regional (RSS). Em poucos dias, o país foi  ocupado.
Antes da invasão, uma disputa dentro do Governo Revolucionário Popular de Granada resultara na prisão domiciliar e posterior fuzilamento do Primeiro-Ministro do país, Maurice Bishop, e na criação do Conselho Militar Revolucionário, presidido por Hudson Austin. A ocupação resultou na deposição de Austin e na nomeação de uma junta de governo provisório, até a realização de eleições, em 1984.
Atualmente, o dia 25 de Outubro é feriado nacional em Granada (Dia de Ação de Graças), em comemoração à invasão do país.

## Antecedentes
Em 13 de Março de 1979, um golpe de estado sem derramamento de sangue, liderado pelo líder do Movimento New Jewel, Maurice Bishop, havia destituído o governo de Eric Gairy para estabelecer um governo marxista-leninista, que rapidamente se alinhou à União Soviética e a Cuba.
O novo governo começou a construir um aeroporto internacional com a ajuda de Cuba. O então Presidente dos Estados Unidos, Ronald Reagan, indicou este aeroporto e vários outros sítios como provas de um processo de  militarização de proporções importantes, em curso  no Caribe, apoiado pela URSS e Cuba, o que tornaria Granada uma ameaça potencial aos Estados Unidos. O governo americano acusou Granada de construir as instalações para ajudar no transporte de armas soviéticas destinadas a insurgentes nos países centro-americanos. O governo de Bishop afirmava que o aeroporto fora construído para albergar aviões comerciais, que transportavam turistas.
Em 14 de Outubro de 1983, uma facção liderada pelo vice-primeiro-ministro Bernard Coard rompeu com Bishop. Posteriormente, forças ligadas a Coard executaram Bishop, apesar dos protestos da população, a favor do primeiro-ministro. O Governador-Geral de Granada, Paul Scoon, foi colocado em prisão domiciliar.
A Organização de Estados do Caribe Oriental (OECS) pediu ajuda aos Estados Unidos, Barbados e Jamaica. Segundo Mythu Sivapalan escreveu no New York Times de 29 de Outubro de 1983, esse pedido formal teria sido feito por solicitação do próprio governo dos Estados Unidos, que já havia decidido realizar ações militares contra o regime de Coard. Porta-vozes dos Estados Unidos citaram o golpe e a instabilidade política num país próximo das suas próprias fronteiras, bem como a presença de estudantes de medicina americanos na Universidade de St. George de Granada, como as razões para a ação militar. Sivapalan também afirmou que essa última razão foi apresentada para ganhar apoio público, mais do que como um motivo real  para a invasão, já que menos de 600 dos mil civis não granadinos na ilha eram cidadãos dos Estados Unidos.:1;57
Tanto Cuba como Granada, quando viram que os navios americanos estavam se dirigindo para Granada, enviaram mensagens urgentes prometendo que os estudantes americanos estavam em segurança e pediram que a invasão não ocorresse . [...] Não há indicação de que a administração tenha feito um decidido esforço para evacuar os americanos pacificamente. [...] Os porta-vozes reconheceram não haver qualquer propensão a negociar com as autoridades granadinas.

## A invasão

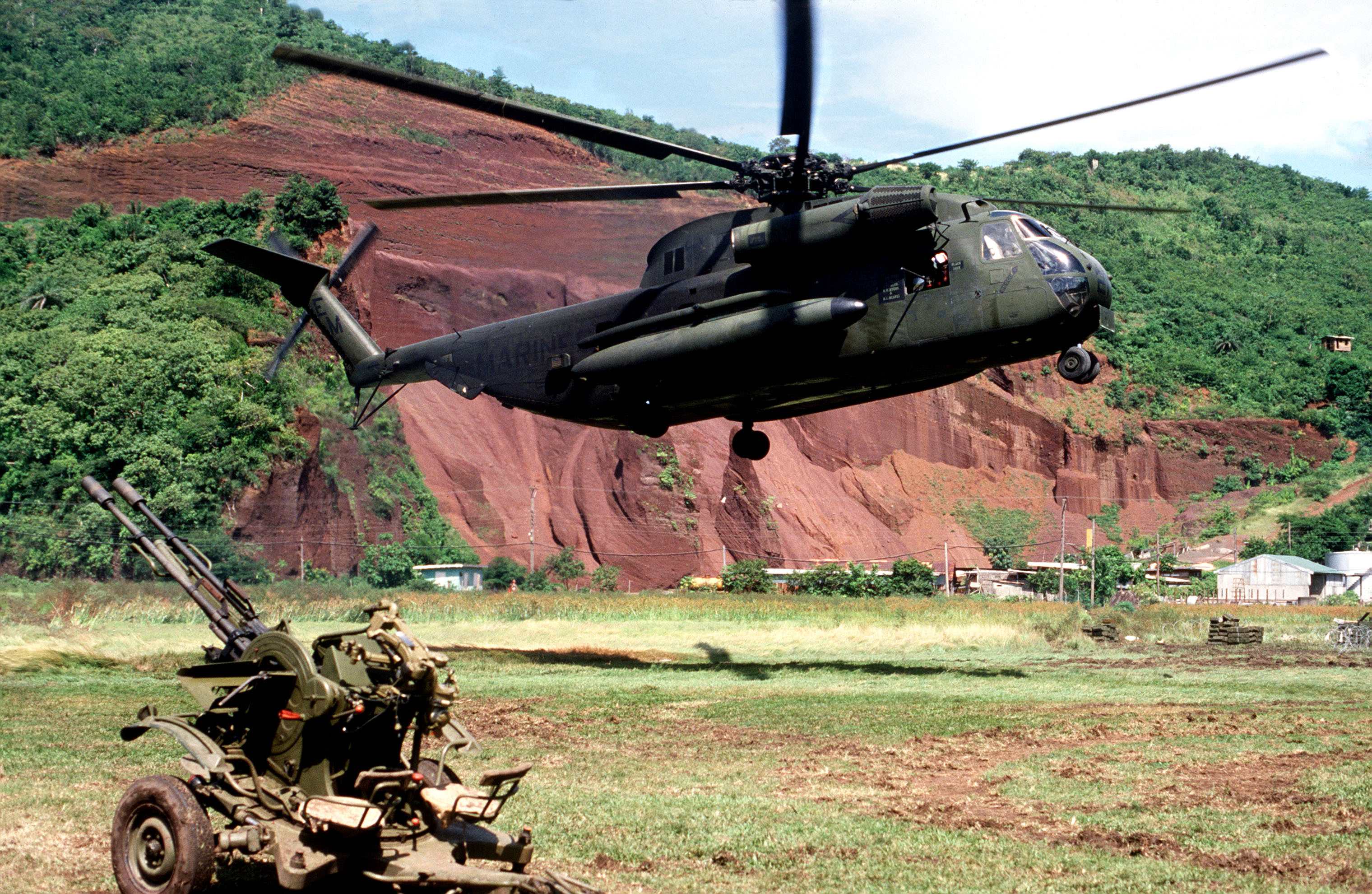
Um helicóptero americano CH-53D pousando ao lado de uma metralhadora ZU-23-2 abandonada pelos granadinos.

A invasão começou em 25 de outubro de 1983, quando as forças armadas dos Estados Unidos iniciaram seus desembarques em solo granadino. Esta operação militar envolveu uma coalizão de forças americanas, incluindo a Força de Desdobramento Rápido do Exército dos Estados Unidos, o Corpo de Fuzileiros Navais, os SEALs da Marinha e unidades aerotransportadas. Além disso, tropas da Jamaica e do Sistema de Segurança Regional, que é uma organização de defesa para as nações caribenhas, participaram da operação.
Durante os ataques iniciais, as forças americanas capturaram com sucesso várias localidades estratégicas, mais notavelmente o Aeroporto Internacional de Point Salines. Este aeroporto estava em construção com a ajuda de pessoal cubano, que também estava presente na ilha. Apesar de encontrar resistência esporádica das forças militares granadinas e soldados cubanos, as tropas americanas rapidamente ganharam controle sobre a maior parte da ilha.
O combate durante a invasão foi marcado por escaramuças entre as forças dos Estados Unidos e os defensores granadinos e cubanos. No entanto, o treinamento superior e o equipamento das forças armadas estadunidenses permitiram que eles subjugassem a oposição de forma eficiente. Dentro de poucos dias, as tropas dos Estados Unidos já haviam estabilizado a situação na ilha e estabelecido controle sobre áreas-chave.

## Reação nos Estados Unidos
No mês posterior à invasão, a revista Time afirmou que a invasão teve amplo apoio popular. Um grupo de estudo do Congresso dos Estados Unidos concluiu que a invasão havia sido justificada, já que os estudantes americanos poderiam ter sido tomados como reféns, da mesma forma que os diplomatas americanos no Irã, quatro anos antes. O estudo do grupo fez com que Tip O'Neill mudasse sua posição, passando a apoiar a operação.
Porém, alguns membros do grupo de estudo deixaram de concordar com suas conclusões. O membro do congresso Louis Stokes afirmou que "Nem uma única criança americana nem um único cidadão americano estava correndo perigo ou posto em situação de refém antes da invasão". Uma parte do congresso denunciou a invasão e sete deputados do Partido Democrata, liderados por Ted Weiss, tentaram levar adiante uma moção de censura a Reagan.

## Oposição e crítica internacional
Granada integrava a Commonwealth e, após a invasão, pediu ajuda a outros membros da Comunidade. Reino Unido e Canadá, entre outros,  posicionaram-se contra a invasão.:50 A Primeira-Ministra do Reino Unido, Margaret Thatcher, pessoalmente, também se opunha à invasão estadunidense, no dia anterior à invasão,  seu Secretário de Relações  Exteriores, Geoffrey Howe, havia declarado à Câmara dos Comuns que não tinha conhecimento de qualquer possibilidade de invasão americana e que o próprio Ronald Reagan teria dito que isto não aconteceria. No entanto, anos mais tarde, Reagan diria:
"Ela [Thatcher] foi muito firme e continuava insistindo que cancelássemos nosso desembarque em Granada. Eu não podia lhe dizer que já havia começado".
Depois da invasão, a Primeira-Ministra Thatcher escreveu ao Presidente Reagan:
"Esta ação será vista como intervenção de um país ocidental nos assuntos internos de uma pequena nação independente, apesar do seu regime pouco simpático. Peço-lhe que considere isto no contexto mais amplo de nossas relações Oriente-Ocidente e em relação ao fato de que teremos de apresentar nos próximos dias ao nosso parlamento e ao povo a colocação de mísseis Cruise neste país… Não posso deixar de dizer que estou profundamente preocupada com seu último comunicado."

## Consequências

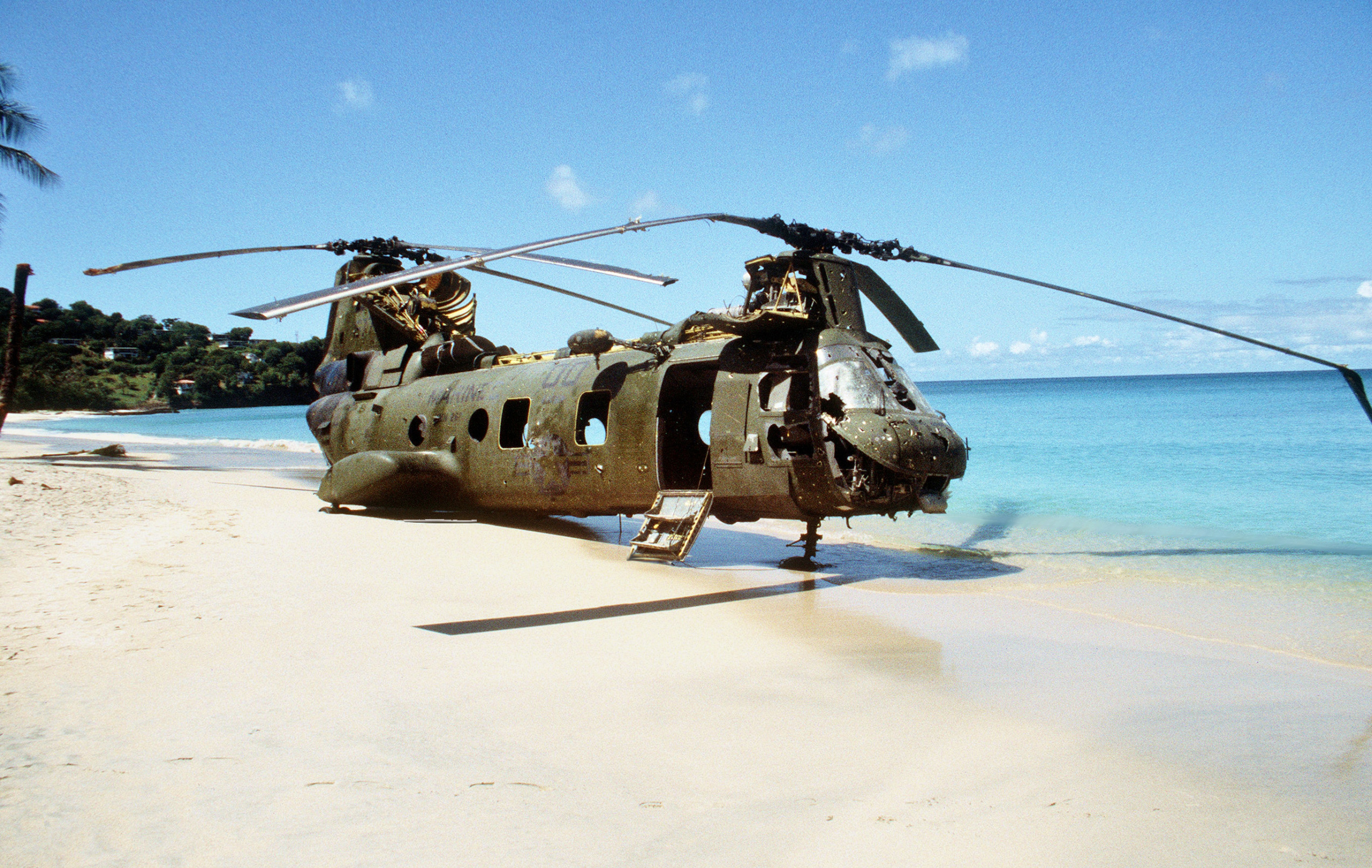
Granada: helicóptero norte-americano abandonado na praia, após a invasão.

Após a vitória americana, o governador-geral de Granada, Paul Scoon, nomeou um novo governo e, em meados de Dezembro, as forças dos Estados Unidos retiraram-se.
A invasão mostrou problemas com a "máquina de informação" do governo dos Estados Unidos, que Time descreveu como "um tanto desorganizada," três semanas depois da invasão. Por exemplo, o Departamento de Estado americano afirmou falsamente que havia sido descoberta uma grande tumba que continha 100 corpos de habitantes de Granada, mortos por forças comunistas.
Também foram preocupantes os problemas de falta de informação do exército americano, o que agravou as dificuldades enfrentadas pelas forças invasoras. Não se sabia, por exemplo, que os estudantes estadunidenses estavam em campi diferentes, o que motivou um atraso de trinta horas no resgate daqueles que estavam no segundo campus.

## Forças

### Forças dos EUA
- 22ª Unidade Anfíbia da Marinha
- 82ª Divisão Aerotransportada: grande contingente
- 75º Regimento Ranger
- SEALs da Marinha: especificamente a Equipe Seal 5 e DEVGRU
- Força Delta
- 160ª Regimento de Operações Especiais de Aviação Night Stalkers

### Forças navais dos EUA
- Esquadrão Anfíbio Quatro USS Guam USS Barnstable County, USS Manitowoc, USS Fort Snelling, USS Trenton
- Grupo de Tarefas Independentes USS Independence, USS Richmond K. Turner, USS Coontz, USS Caron, USS Moosbrugger, USS Clifton Sprague, USS Suribachi
- Além disso, os seguintes barcos apoiaram as operações navais: USS America, USS Aquila, USS Aubrey Fitch, USS Briscoe, USS Portsmouth, USS Recovery, USS Saipan, USS Sampson. USS Samuel Eliot Morison y USS Taurus.